# David Sommeil
David Sommeil est un footballeur français né le 10 août 1974 à Pointe-à-Pitre. Défenseur émérite, il s'illustra dans les championnats français et anglais ainsi qu'avec la sélection guadeloupéenne. Il dut interrompre sa carrière à la suite d'un grave malaise cardiaque.

## Biographie
Il est l'un des meilleurs attaquants de l’École de Football de la MJCA (Maison des Jeunes et de la Culture des Abymes) dans les catégories de jeunes (débutant, poussin, minime et cadet) puis du Sirocco des Abymes (junior et senior) avant de partir pour la métropole. Au cours d'une saison en D3 à Saint-Lô, il est retenu avec l'équipe de France U20 à un stage de pré-sélection à Clairefontaine en vue des Jeux de la Francophonie 1993, en compagnie notamment de Mickaël Pagis. Mais les Jeux étant reportés à 1994, le stage est annulé. En 1994 il remporte ces Jeux de la Francophonie avec une sélection française composée de joueurs de moins de 20 ans parmi lesquels on trouve Teddy Richert, Eric Carrière ou Vikash Dhorasoo. Il se révèle dans le club voisin de Caen, avec lequel il est finaliste de la Coupe Gambardella en 1994 puis champion de D2 en 1996.
Il passe ensuite deux ans à Rennes, puis deux ans à Bordeaux où il joue ses premiers matchs de Coupe de l'UEFA. David est alors reconnu comme un des meilleurs défenseurs de France et est aux portes de l'équipe de France.
Il part ensuite en Angleterre, à Manchester City, où il fait de bonnes prestations mais l'instabilité du club et les changements incessants d'entraîneurs lui portent préjudice. Il revient en France en janvier 2004, à l'Olympique de Marseille où il est prêté (en échange du prêt de Daniel Van Buyten à City). Il ne convainc pas les responsables du club phocéen, qui décident de ne pas le conserver. Il retourne alors deux saisons dans le club mancunien. En 2006, il signe un contrat de deux ans avec le club de Sheffield United.
En janvier 2007, il rejoint l'équipe de Guadeloupe pour jouer la Digicel Cup 2007 (Coupe des Caraïbes). Il participe également à la Gold Cup 2007 aux États-Unis. Le 19 juillet 2007, il s'engage pour 2 ans à Valenciennes.
Le 20 août 2008, il est victime d'un malaise cardiaque sérieux durant une séance d'entraînement avec Valenciennes. Il tombe dans un coma profond, il y reste durant 15 jours et se réveille le 4 septembre. Il est ensuite en rééducation dans un centre adapté à Lille. Il reprendra une vie normale si tout se passe bien, mais sa carrière de footballeur est définitivement terminée. En janvier 2009 il est en conflit contre la sécurité sociale qui refuse de qualifier d'accident du travail son malaise cardiaque.[réf. nécessaire]

## Palmarès
- Champion du monde militaire en 1995 avec l'équipe de France
- Champion de France de Division 2 en 1996 avec le SM Caen
- Vainqueur de la Coupe de la Ligue en 2002 avec les Girondins de Bordeaux

## Statistiques
- 1er match en D1 : SM Caen - Le Havre AC (1-1) le 8 février 1994.
- Dernier match en L1 : SM Caen - Valenciennes FC (3-1) le 16 août 2008.
- 20 matchs, 2 buts en Coupe de l'UEFA : avec les Girondins de Bordeaux (16/1) et avec Manchester City (4/1).